# Ma meilleure ennemie
«Ma meilleure ennemie» (укр. Мій найліпший ворог) — пісня бельгійського співака Stromae та французької музикантки Pomme. Вона була випущена 23 листопада 2024 року як частина другого саундтреку до анімаційного серіалу «Аркейн» від Netflix. Пісня написана Александром Сівером, а також братом Stromae і давнім співавтором Люком Ван Гавером.

## Тло
23 листопада 2024 року Stromae оголосив про те, що «створив особливу пісню» разом із Pomme для завершального сезону мультсеріалу «Аркейн», який став доступний для перегляду на сервісі Netflix у той самий день. Пісня знаменує повернення співака після дворічної перерви в музиці та скасування його туру з альбомом «Multitude» у 2023 році у зв'язку зі станом здоров'я.
«Ma meilleure ennemie» звучить у сьомій серії серіалу і супроводжує сцену в барі, де двоє героїв танцюють і цілуються. Протягом перших 24 годин після появи пісня побила рекорд найпопулярнішої французької пісні на Spotify.

## Чарти
| Чарт (2024)                                  | Найвища позиція |
| -------------------------------------------- | --------------- |
| Нідерланди (Single Top 100)                  | 59              |
| Німеччина (GfK)                              | 49              |
| Бельгія (Ultratop 50 Flanders)               | 36              |
| Ірландія (IRMA)                              | 21              |
| Велика Британія UK Singles (OCC)             | 21              |
| Нова Зеландія (Recorded Music NZ)            | 20              |
| Австралія Australia New Music Singles (ARIA) | 19              |
| Швейцарія (Schweizer Hitparade)              | 15              |
| Литва (AGATA)                                | 3               |
| Бельгія (Ultratop 50 Wallonia)               | 2               |